# Formel von Klingenstierna
Die Formel von Klingenstierna ist eine mathematische Formel, die dem Gebiet der Analysis zuzurechnen ist und die von dem schwedischen Mathematiker und Physiker Samuel Klingenstierna (1698 – 1765) um das Jahr 1730 gefunden wurde. Die Formel beinhaltet eine auf der  Arkustangensfunktion basierende Darstellung der Kreiszahl {\displaystyle \pi =3{,}1415926535\,\dots \,}. Die daraus abgeleitete Arkustangensreihe der Kreiszahl war 1957 Grundlage einer der ersten Rekordberechnungen von Dezimalstellen von {\displaystyle \pi } mit Hilfe von Computern.
Die Formel ist eines von vielen Beispielen für die Darstellung der Kreiszahl mithilfe von arctan-Formeln.

## Darstellung der Formel
Die Formel gibt die folgende Gleichung:

{\displaystyle {\frac {\pi }{4}}=8\cdot \arctan \left({\frac {1}{10}}\right)-\arctan \left({\frac {1}{239}}\right)-4\cdot \arctan \left({\frac {1}{515}}\right)\,}.

## Weitere klassische arctan-Formeln
Die einfachste dieser  klassischen arctan-Formeln geht auf Euler zurück:

{\displaystyle {\frac {\pi }{4}}=\arctan \left({\frac {1}{2}}\right)+\arctan \left({\frac {1}{3}}\right)}
Daneben sehr bekannt ist jene Formel, die von John Machin schon im Jahre 1706 gefunden wurde, nämlich:
{\displaystyle {\frac {\pi }{4}}=4\cdot \arctan \left({\frac {1}{5}}\right)-\arctan \left({\frac {1}{239}}\right)} ,
und mit der er die Berechnung von 100 Dezimalstellen der Kreiszahl durchführte. 
Es sind dann noch zwei weitere Formeln von Euler und Gauß nennenswert. Die erste dieser beiden Formeln verwandte Euler im Jahre 1779, um in weniger als einer Stunde 20 Dezimalstellen genau zu berechnen:
{\displaystyle {\frac {\pi }{4}}=5\cdot \arctan \left({\frac {1}{7}}\right)+2\cdot \arctan \left({\frac {3}{79}}\right)\,} .
Auf Gauß geht eine arctan-Formel zurück, mit der man in der Vor-Computerära Berechnungen der Kreiszahl sogar mit bis zu 1000 genauen Dezimalstellen ausführen konnte. Sie lautet:

{\displaystyle {\frac {\pi }{4}}=12\cdot \arctan \left({\frac {1}{18}}\right)+8\cdot \arctan \left({\frac {1}{57}}\right)-5\cdot \arctan \left({\frac {1}{239}}\right)\,}.
Bekannt ist auch die folgende arctan-Formel, mit der Rechenkünstler Dahse (1824–1861) im Jahre 1844 die Kreiszahl auf (mindestens) 200 Dezimalstellen genau berechnete:

{\displaystyle {\frac {\pi }{4}}=\arctan \left({\frac {1}{2}}\right)+\arctan \left({\frac {1}{5}}\right)+\arctan \left({\frac {1}{8}}\right)\,}.
Besondere Erwähnung verdient schließlich noch eine ganz anders geartete klassische arctan-Formel, durch die sogar gezeigt werden kann, dass es eine Verbindung zwischen der Kreiszahl und den berühmten Fibonacci-Zahlen gibt. Es ist die folgende:

{\displaystyle {\frac {\pi }{4}}=\sum _{n=1}^{\infty }\left(\arctan \left({\frac {1}{f_{2n+1}}}\right)\right)=\arctan \left({\frac {1}{2}}\right)+\arctan \left({\frac {1}{5}}\right)+\arctan \left({\frac {1}{13}}\right)+\arctan \left({\frac {1}{34}}\right)+\ldots \,} .